# Stronghold (альбом)
Stronghold — четвёртый студийный альбом австрийской атмосферик-блэк-метал-группы Summoning, выпущенный 11 мая 1999 года на лейбле Napalm Records.

## Отзывы критиков
Альбом получил крайне положительные отзывы от музыкальных критиков. Адам Василик из Chronicles of Chaos пишет: «Сочетая блэк-метал с эмбиентным фоном, Summoning создали нечто действительно особенное. Никогда не звучащие предсказуемо или похоже на своих современников, они гордо идут по своему собственному пути. Такую музыку невозможно подделать, эмоции и атмосфера, которые создают Summoning, не имеют аналогов ни на одном релизе этого года. Это несомненное попадание в десятку лучших альбомов года».
Альбом занял 4 место в списке «20 лучших альбомов 1999 года» и 45 место в списке «200 лучших альбомов всех времён» по версии портала Metal Storm.

## Список композиций
| №                   | Название                                 | Длительность |
| ------------------- | ---------------------------------------- | ------------ |
| 1.                  | «Rhûn»                                   | 3:25         |
| 2.                  | «Long Lost to Where No Pathway Goes»     | 7:23         |
| 3.                  | «The Glory Disappears»                   | 7:49         |
| 4.                  | «Like Some Snow-White Marble Eyes»       | 7:19         |
| 5.                  | «Where Hope and Daylight Die»            | 6:28         |
| 6.                  | «The Rotting Horse on the Deadly Ground» | 8:25         |
| 7.                  | «The Shadow Lies Frozen on the Hills»    | 7:01         |
| 8.                  | «The Loud Music of the Sky»              | 6:47         |
| 9.                  | «A Distant Flame Before the Sun»         | 9:43         |
| Общая длительность: | Общая длительность:                      | 64:21        |

## Участники записи
- Protector — вокал, гитара, клавишные
- Silenius — клавишные, вокал